# Estación de Ciudad de la Justicia (Metro de Barcelona)
Ciudad de la Justicia (Ciutat de la Justícia en catalán y oficialmente) es una estación perteneciente al tramo sur de la línea 10 del Metro de Barcelona situada debajo de la Gran Vía en Hospitalet de Llobregat.
Fue abierta al público el 23 de noviembre de 2019, siendo la séptima estación inaugurada de la línea 10 sur. Se espera que la estación registre alrededor de 5.600 viajeros diarios, 1.500 de ellos nuevos pasajeros de la red de metro.
| << cabecera                    | < estación | línea | estación > | cabecera >>    |
| ------------------------------ | ---------- | ----- | ---------- | -------------- |
| Metro                          |            |       |            |                |
| ZAL \| Riu Vell Pratenc (20??) | Foneria    |       | Provençana | Collblanc Gorg |

## Conexiones
Ciudad de la Justicia hace de intercambiador no directo con la estación de Ildefons Cerdà, perteneciente a la línea 8 del Metro de Barcelona, situada a 200 metros de distancia.